# Aad Klaris
Aad Klaris (Rotterdam, 9 juli 1939 – Capelle aan den IJssel, 25 juli 2025) was een Nederlandse muzikant, zanger, liedjesschrijver en producer.

## Loopbaan
Klaris maakte in de loop der jaren enkele langspeelplaten en cd's met eigen liedjes, maar hij schreef ook muziek voor een aantal series van Bassie en Adriaan. Samen met Kees Korbijn vormde hij in de jaren zeventig het duo De Krakers. Onder het pseudoniem Lodewijck van Avezaath scoorde hij in 1983 een hit in de Top 40 en de Nationale Hitparade met het nummer Verrek, zeg kerel ben jij 't (gebaseerd op fanfarestuk Carnival of Venice van Charles P. Lowe uit 1895) en maakte hij als dit personage ook zijn opwachting als jurylid in het televisieprogramma De Pats Boem Show. Ook bracht hij platen uit onder de namen Brave Hendrik en A. Cuut en met de formatie The Alley Cats.

### Tekstschrijver
Klaris was vooral succesvol als tekstschrijver. Hij schreef voor onder anderen Rika Jansen (Zwarte Riek), Ria Valk, André van Duin, Gerard Cox, Maywood, Renée de Haan, de Zangeres Zonder Naam en Bassie en Adriaan. Zo is hij verantwoordelijk voor onder meer Een beetje geld voor een beetje liefde van zangeres Angelique uit 1982,  't Is moeilijk bescheiden te blijven (Peter Blanker 1981) en Vuile huichelaar (Renée de Haan 1988). Hij is met Johnny Hoes medecomponist van het levenslied Keetje Tippel, uitgevoerd door de Zangeres Zonder Naam en gemaakt naar aanleiding van de gelijknamige film. Destijds kreeg hij hiervoor een gouden plaat. Ook ontdekte hij onder meer de groep Teach-In, die het Eurovisiesongfestival won met Dinge-dong, De Snorkels en Het Paporkest.
Hij schreef voor Johnny Hoes Op die autoloze zondag. Met Gerard Cox maakte hij twee elpees en hij maakt de enige Nederlandstalige plaat van het duo Maywood, 'Achter de Horizon'. 
Met de accordeonist Johnny Meijer en diens zwager Manke Nelis maakte hij: Amsterdam ik hou van jou. Ook nam hij op met het trompetduo De Gebroeders Brouwer en twee elpees met de groep Boemerang.
Met het duo Bassie en Adriaan maakte hij 228 composities, arrangementen en producties voor elpees, cd's en video's, wat resulteerde in zeven gouden platen.
Naast Bassie en Adriaan heeft Aad Klaris kinderrepertoire geschreven zoals: De echte Sinterklaas vertelt met Paul van Gorcum, Rikkertje het kikkertje met Loeki Knol en Lieve Maan met Mandy Huydts. Hiervan zijn ook kinderboeken verschenen.
Verder maakt hij met het duo Clown Jopie en tante Angelique vier albums en twee dvd's. Met de burgemeester van Rotterdam Ivo Opstelten en Het shantykoor Rotterdam maakte Klaris een (single) cd over de gerestaureerde steilsteven (zeilschip) De Helena en Aan de Oude haven.
In 1986 schreef hij het nummer Geef mij maar een Nederlands lied voor zanger Willem de Stoute (Wim Honsbeek).

## Overlijden
Klaris had de laatste jaren van zijn leven last van een afnemende gezondheid en kampte met diverse kwalen. Op 10 juli 2025 kwam hij ongelukkig ten val met zijn scootmobiel waardoor hij zijn heup brak. In het ziekenhuis werd tevens een longontsteking geconstateerd. Op 25 juli 2025 overleed hij op 86-jarige leeftijd.

## Singles
- 1974: Weet je wetje
- 1975: Dan voel je je lullig
- 1976: Ik zaai hier
- 1983: Allemaal zingen we Nederlands (als Lodewijck van Avezaath)
- 1983: Verrek, zeg kerel ben jij 't (als Lodewijck van Avezaath)
- 1984: In de kantine (kassa ping!) (als Lodewijck van Avezaath)
- 1984: Hockey doen we met 'n stokkie (als Lodewijck van Avezaath)
- 1985: Dan voel je je lullig (als Lodewijck van Avezaath)
- 1985: Het was beslist... (als Brave Hendrik)
- 1989: Peneveu (als Lodewijck van Avezaath)

- MusicBrainz: c034faf4-1508-4691-ac00-9758d4d1035f
- Nederlandse Thesaurus van Auteursnamen: 070760586
- Virtual International Authority File: 289359219